# Gare de Saint-Florent-sur-Cher
La gare de Saint-Florent-sur-Cher est une gare ferroviaire française de la ligne de Bourges à Miécaze et de l'ancienne ligne de Saint-Florent-sur-Cher à Issoudun, située sur le territoire de la commune de Saint-Florent-sur-Cher, dans le département du Cher, en région Centre-Val de Loire. La place de la gare est proche du centre-ville, accessible par la rue Pierre-Semard.
Elle est mise en service en 1861 par la Compagnie du chemin de fer de Paris à Orléans (PO). C'est une gare de la Société nationale des chemins de fer français (SNCF), du réseau TER Centre-Val de Loire. Elle est desservie par des trains express régionaux. C'est également une gare ouverte au service du fret.

## Situation ferroviaire
La gare de Saint-Florent-sur-Cher est située au point kilométrique (PK) 239,239 de la ligne de Bourges à Miécaze, entre les gares ouvertes de Bourges et de Lunery. Ancienne gare de bifurcation, elle était également l'origine de la ligne de Saint-Florent-sur-Cher à Issoudun aujourd'hui déclassée. Elle est établie à 148 m d'altitude.

## Histoire
La gare de Saint-Florent est mise en service le 9 décembre 1861 par la Compagnie du chemin de fer de Paris à Orléans (PO), lorsqu'elle ouvre à l'exploitation sa ligne de Bourges à Montluçon.

## Fréquentation
De 2015 à 2023, selon les estimations de la SNCF, la fréquentation annuelle de la gare s'élève aux nombres indiqués dans le tableau ci-dessous.
| Année     | 2015   | 2016   | 2017   | 2018   | 2019   | 2020  | 2021  | 2022   | 2023   |
| --------- | ------ | ------ | ------ | ------ | ------ | ----- | ----- | ------ | ------ |
| Voyageurs | 17 712 | 16 555 | 15 890 | 13 623 | 13 388 | 8 315 | 8 893 | 10 766 | 11 154 |

## Service des voyageurs

### Accueil
Gare SNCF, elle dispose d'un bâtiment voyageurs avec guichets ouverts tous les jours. Un automate pour l'achat de titres de transports TER est disponible à l'entrée des quais. C'est une gare « Accès plus » disposant d'aménagements, équipements et services pour les personnes à la mobilité réduite.
Un passage à niveau permet la traversée des voies et le passage d'un quai à l'autre.

### Desserte
Saint-Florent-sur-Cher est une gare régionale du réseau TER Centre-Val de Loire, desservie par des trains circulant sur les relations : Montluçon-Ville - Vierzon et Montluçon-Ville (ou Saint-Amand-Montrond - Orval) - Bourges.

### Intermodalité
Un parc pour les vélos et un parking pour les véhicules y sont aménagés. Elle est desservie par des cars TER Centre-Val de Loire en complément de la desserte ferroviaire sur les relations : terminus - Bourges et Saint-Amand-Montrond - Orval - Bourges.
La place de la gare permet de rejoindre la rue Pierre-Semard qui relie la gare au centre-ville.

## Service des marchandises
Saint-Florent-sur-Cher est une gare ouverte au service du fret, uniquement aux trains massifs, pour des transports par trains en gare ; elle dessert des installations terminales embranchées.